# DREAM
 For alternative betydninger, se DREAM (flertydig). (Se også artikler, som begynder med DREAM)
DREAM (Danish Rational Economic Agents Model) er dels navnet på en  makroøkonomisk model af dansk økonomi, dels navnet på den institution, der bl.a. vedligeholder og foretager beregninger på modellen.
Mere generelt vedligeholder institutionen et system af beregninger, der består af 
- en befolkningsfremskrivning, der ud fra bestemte forudsætninger fremskriver befolkningsudviklingen, dvs. udviklingen i fødsler, død, ind- og udvandring, og dermed befolkningens samlede størrelse og sammensætning på køn, alder og forskellige herkomstgrupper. DREAM har udarbejdet sådanne befolkningsfremskrivninger siden 1999, oprindelig selvstændigt, men siden 2010 i samarbejde med Danmarks Statistik[1]

- en uddannelsesfremskrivning, der på baggrund af befolkningsfremskrivningen fremskriver befolkningens fremtidige uddannelsesniveau (opdelt i 12 overordnede uddannelseskategorier) ud fra historiske overgangssandsynligheder[2]

- et befolkningsregnskab, der på baggrund af befolknings- og uddannelsesfremskrivningen og historiske erhvervsfrekvenser mv. fremskriver fremskrivningen opdelt i arbejdsstyrke og diverse kategorier af modtagere af overførselsindkomster som folkepensionister, SU-modtagere, personer på førtidspension mv.[3]

- den egentlige økonomiske model DREAM, der fremskriver samfundsøkonomiske størrelser som BNP, udenrigshandel, forbrug, offentlige udgifter og skatteindtægter og dermed udviklingen i den offentlige saldo og gæld , osv. DREAM-modellen bruger det fremskrevne befolkningsregnskab som en vigtig forudsætning for den samfundsøkonomiske fremskrivning, men hviler også på mange andre forudsætninger om den fremtidige produktivitetsvækst, væksten i forskellige offentlige udgiftsposter, udviklingen i pensionsindbetalinger, produktionen i Nordsøen mv.[4]

Modellen er en såkaldt anvendt generel ligevægtsmodel, der bygger på moderne makroøkonomisk teori. Med modellens egne ord bygger den på: 
" en økonomisk teoretisk forståelsesramme, der kaldes generel ligevægt. I generel ligevægtsteori udledes de økonomiske agenters adfærd på basis af en formaliseret beskrivelse af agenternes incitamenter og på basis af de økonomiske rammer, der bestemmer deres handlemuligheder. Et økonomisk system siges at være i generel ligevægt, når alle aktørerne i økonomien handler i overensstemmelse med deres incitamenter og udnytter deres handlemuligheder til fulde."
Det er karakteristisk for DREAM, at den bygger på økonomiske tankegange om, hvordan økonomien udvikler sig på lang sigt. Alle korttidsproblemstillinger som træg pristilpasning, konjunkturudsving mv. ignoreres altså i modellen. Da moderne mainstream-økonomi skelner meget klart mellem kortsigts- og langsigts-effekter, der ofte kan være vidt forskellige, er det afgørende at være opmærksom herpå, når man vil bedømme modellens resultater. 
DREAM benyttes især til beregning af de langsigtede samfundsøkonomiske konsekvenser for BNP og offentlige finanser af demografiske ændringer, f.eks. ind- og udvandring og befolkningens aldring. Ikke mindst bruges den af forskellige institutioner til at beregne, om finanspolitikken i Danmark er holdbar, og hvordan udviklingen i den offentlige gæld vil blive på længere sigt under forskellige forudsætninger. Tidligere har den bl.a. været meget benyttet af Velfærdskommissionen under dennes arbejde. 

## Eksterne links
- DREAM’s hjemmeside
- DREAM – en model for danske rationelle mennesker, Information 26--27-maj 2012